# Blanche Friderici
Blanche Friderici (Brooklyn, 21 gennaio 1878 – Visalia, 23 dicembre 1933) è stata un'attrice statunitense.

## Filmografia parziale
- Tristana e la maschera (Sadie Thompson), regia di Raoul Walsh (1928)
- Billy the Kid, regia di King Vidor (1930)
- Il mendicante di Bagdad (Kismet), regia di John Francis Dillon (1930)
- The Cat Creeps, regia di Rupert Julian e John Willard (1930)
- L'angelo bianco (Night Nurse), regia di William A. Wellman (1931)
- Mata Hari, regia di George Fitzmaurice (1931)
- Segreti (Secrets), regia di Frank Borzage (1933)
- L'uomo che voglio (Hold Your Man), regia di Sam Wood (1933)
- Man of the Forest, regia di Henry Hathaway (1933)
- Carioca (Flying Down to Rio), regia di Thornton Freeland (1933)
- Accadde una notte (It Happened One Night), regia di Frank Capra (1934)